# ロブサンニャム・ガントゥムル
ロブサンニャム・ガントゥムル（モンゴル語: Лувсаннямын Гантөмөр、1973年2月26日 - ）は、モンゴルの政治家。第一副首相兼経済開発大臣。

## 人物・経歴
オブス県オラーンゴム生まれ。日本国国費留学生として1993年に仙台電波工業高等専門学校に入学。1996年同校卒業、長岡技術科学大学工学部電気・電子システム工学課程3年次編入。1998年同大学卒業、同大学計画・経営系研究生。
2004年国家大会議議員。2012年モンゴル教育・科学大臣。同年長岡技術科学大学名誉博士、仙台高等専門学校Honorary Professor。2019年には在モンゴル日本国大使館で令和元年度日本国外務大臣表彰を受賞。
2024年に発足したモンゴル人民党と民主党、人間党の3党連立政権では、第一副首相兼経済開発大臣となり、一橋大学大学院出身のトグミド・ドルジハンドとともに日本留学経験者が2名副首相を務めることとなった。